# بريت كروزير
بريت إليوت كروزير (بالإنجليزية: Brett Elliott Crozier) (من مواليد 24 شباط 1970) هو عقيد في البحرية الأمريكية. خريج الأكاديمية البحرية الأمريكية، أصبح طيارًا بحريًا، وأول مروحيات طيران ثم انتقل إلى المقاتلين. بعد الانتهاء من برنامج التدريب النووي البحري، عمل كضابط في حاملات طائرات متعددة. في ربيع عام 2020، كان الضابط المسؤول عن حاملة الطائرات يو إس إس ثيودور روزفلت عندما اندلع مرض فيروس كورونا بين الطاقم. وقد أعفي من القيادة من قبل وزير البحرية بالوكالة آنذاك توماس مودلي بعد إرسال رسالة إلى قادة البحرية يطلب فيها نقل معظم أفراد الطاقم إلى الشاطئ. تم تشخيص كروزيير نفسه في وقت لاحق بالمرض.

## النشأة وتعليمه
نشأ بريت إليوت كروزير في سانتا روزا، كاليفورنيا. تخرج من مدرسة سانتا روزا الثانوية في عام 1988 ثم التحق بالأكاديمية البحرية للولايات المتحدة. تخرج من الأكاديمية في عام 1992. حصل على درجة الماجستير في الأمن القومي والدراسات الإستراتيجية من الكلية الحربية البحرية في عام 2007، وأكمل الدراسة في مدرسة الطاقة النووية في عام 2014.

## سيرته في البحرية

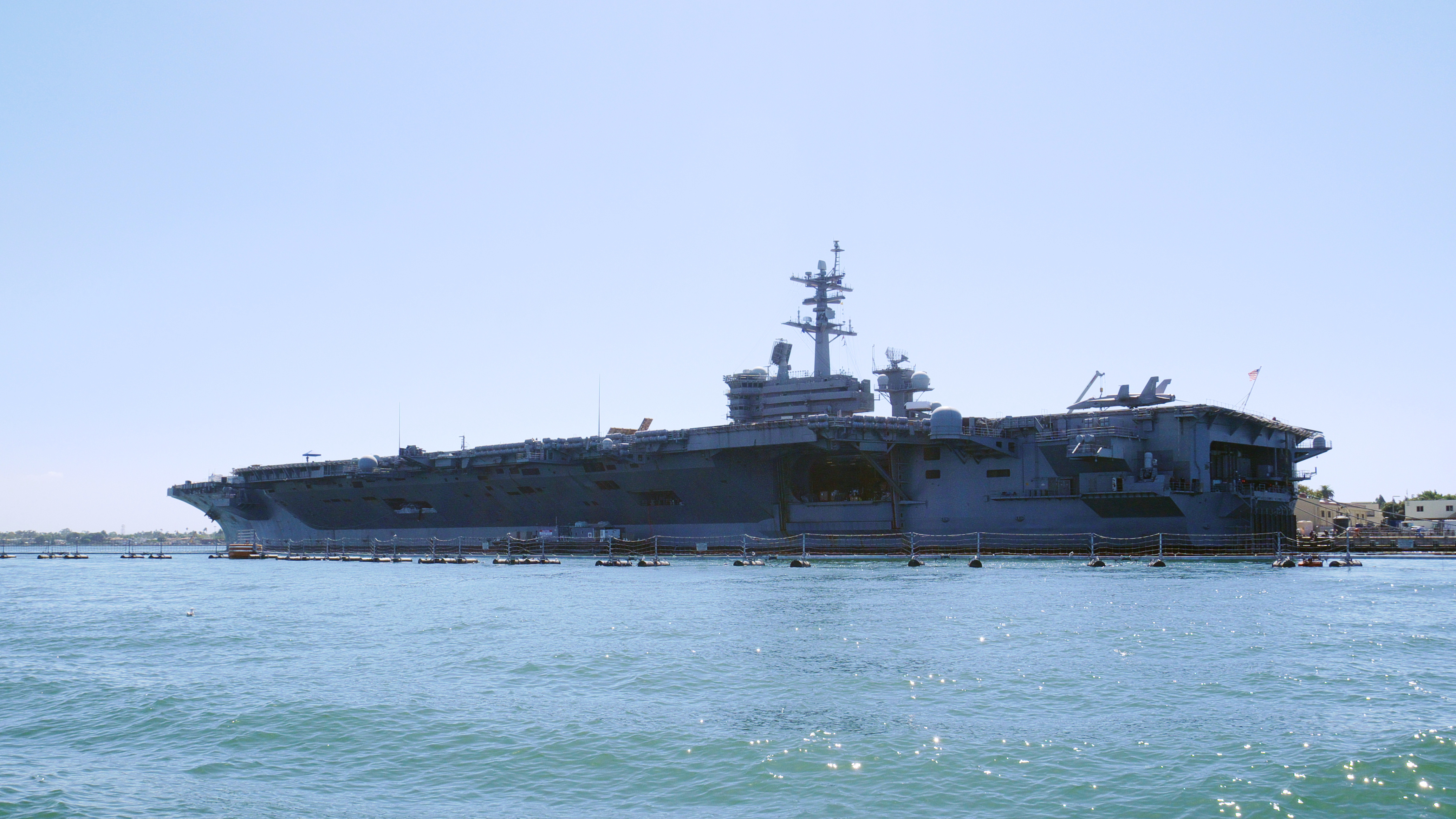
حاملة الطائرات يو إس إس ثيودور روزفلت (CVN-71) في خليج سان دييغو في الأول من أكتوبر/تشرين الأول 2019

تم تعيين كروزير طيارًا بحريًا في عام 1994، وتم تعيينه كطيار لطائرة سيكورسكاي إس إتش-60 سي هوك إلى إتس أس أل-37 في نقطة باربيس، هاواي. تم توزيعه على متن كل من يو أس أس كروملين ويوأس أس فلتشر للعمليات في المحيط الهادئ وعملية المراقبة الجنوبية في الخليج الفارسي.
في عام 1999، عمل كروزير في قيادة أفراد البحرية كمفصّل طيران ومدير برنامج استمرار. ثم انتقل إلى قيادة الطائرة إف أي-18 هورنيت. في عام 2002، انتقل إلى أسطول سترايك فايتر 97 (في إف أي-97)، الـ«وورهوكس»، وفي العام التالي، تم توزيع الأسطول مع ناقلة يو أس اٍس نيميتز لدعم عملية حرب العراق.
في عام 2004، نُقل كروزير إلى أسطول ستريك فايتر 94 (في أف أي-94)، وهي وحدة أخرى من طراز أف\أي-18 هورنت تعرف باسم مايتي شرايكس، كرئيس قسم، وتم تزيعها مرة أخرى مع ناقلة نيميتز في 2005. في عام 2006، تم تعيين كروزير في وحدة في إف أي-125، والمعروفة بروف ريديرز، وعمل كمدرب وضابط عمليات استبدال الأسطول. في العام التالي، نُقل في عام 2007 إلى كلية الحرب البحرية، حيث حصل على درجة الماجستير في الأمن القومي والدراسات الإستراتيجية.
عمل كروزير لاحقًا كمسؤول تنفيذي، ثم بمنصب الضابط القائد لـ في أف أي-94، ومقره في الجوية البحرية في ليمور في كاليفورنيا. بصفته ضابط قائد أسطول، قام بعمليات نشر متعددة لعمليات الأسطول الثالث والخامس والسابع للولايات المتحدة، والعديد من التمارين وعمليات المراقبة الجنوبية وحرب العراق. قاد أسطوله بعمليات الانتشار الاستكشافية مع مجموعة الطائرات البحرية 12 والتي تتمركز خارج محطة سلاح مشاة البحرية إواكوني في اليابان، لدعم عمليات المحيط الهادئ والحرب العالمية على الإرهاب. انتهت رحلته كضابط قائد أسطول في آب 2010.
ونُقل كروزير بعد ذلك إلى الضربات البحرية وقوات الدعم التابعة لحلف الناتو في نابولي بإيطاليا، وعمل كمخطط جوي رائد لقوة المهام المشتركة فجر أوديسي ونائب مدير فرقة العمل المشتركة للاستهداف لعملية الحامي الموحد للناتو.
من نيسان 2014 حتى تموز 2016، أكمل كروزير برنامج التدريب على الطاقة النووية البحرية وعمل كمسؤول تنفيذي في حاملة الطائرات يو إس إس رونالد ريغان. خلال هذه الجولة، شارك حاملة الطائرات في مناورات ريمباك 2014، وهما متوافران للصيانة، والنشر الأمامي في يوكوسوكا، اليابان، لتخفيف عن حاماة الطائرات يو إس إس جورج واشنطن باعتبارها حاملة الطائرات الوحيدة المنتشرة إلى الأمام التابعة للبحرية الأمريكية، والعديد من عمليات نشر القوات البحرية المنتشرة إلى الأمام في منطقة مسؤولية قيادة الولايات المتحدة في المناطق الهندية والمحيط الهادئ. من حزيران 2017 إلى تسرين الثاني 2018، قاد سفينة القيادة البرمائية يو أس أس بلو ريدج بينما أكملت السفينة تجديدًا واسعًا للحوض الجاف ثم عادت إلى العمليات في البحر. تم تكليفه بقيادة حاملة الطائرات النووية يو إس إس ثيودور روزفلت في 1 تسرين الثاني 2019. بعد إعفائه من الخدمة، تم إعادة تعيين كروزير في موقع ساحلي في سان دييغو.

### تفشي كوفيد-19 على متن تيودور روزفلت
كان كروزير قائدًا للحاملة الطائرات تيودور روزفلت، ثم تم أرساله في المحيط الهادئ، في 24 آذار 2020، عندما تم اختبار ثلاثة من أفراد الطاقم إيجابيًا لكوفيد-19. في اليوم التالي، أصيب ثمانية بحارة، وفي غضون أيام قليلة كان العشرات قد أُصيبوا. مرض البحارة بعد أكثر من أسبوعين في عرض البحر.  تم نقل الحالات الأولية جواً إلى مستشفى عسكري. أمرت ثيودور روزفلتبالتوجه إلى جزيرة غوام، حيث رست في 27 آذار، وأُمر جميع الأشخاص وعددهم 4865 والذين كانوا على متنها بالكشف عن الفيروس. تم أنزال حوالي 100 من البحارة المتضررين، وبقي الطاقم على متن الحاملة. أراد كروزير نقل معظم أفراد الطاقم إلى الشاطئ على الفور، قائلًا إنه من المستحيل منع انتشار الفيروس في الأماكن القريبة في السفينة. ومع ذلك، يعتقد رئيسه، الأدميرال ستيوارت بيكر، أن ذلك غير عملي وأكثر من اللازم.
في 30 آذار، أرسل كروزير مذكرة عبر البريد الإلكتروني من أربع صفحات إلى 10 ضباط البحرية. كان ثلاثة من الأدميرال في تسلسل قيادته، بما في ذلك قائده المباشر الأدميرال بيكر والأدميرال جون أكويلينو، وقائد أسطول المحيط الهادئ ونائب الأدميرال دي وولف ميللر الثالث، قائد القوات الجوية البحرية في المحيط الهادئ. نسخ كروزير الرسالة إلى سبعة قادة آخرين، خمسة منهم كانوا على متن روزفلت واثنان من المساعدين التنفيذيين للأدميرالات. لم يقم كروزير بإرسال بريد إلكتروني إلى نائب الدأميرال ويليام ر. ميرز، الذي كان أعلى من بيكر في سلسلة قيادة كروزير. في المذكرة، طالب كروزير للحصول على إذن بإخلاء معظم أفراد الطاقم والحجر الصحي على الشاطئ، مستشهد باستحالة تطبيق توصيات مراكز مكافحة الأمراض والوقاية منها التالية بشأن إجراءات الإبعاد والحجر الصحي على حاملة الطائرات تيودور روزفلت، وهي سفينة أكثر ازدحامًا من السفينة السياحية دايمون برينسس التي انتشر على متنها المرض في وقت سابق. في 31 آذار، تم تسريب الرسالة إلى صحيفة سان فرانسيسكو كرونيكل، والتي بدورها نشرتها. في 1 نيسان، أمرت البحرية بإخلاء حاملة الطائرات، مع الإبقاء على أقل عدد من أفراد الطاقم على متنها لصيانة المفاعل النووي ومعدات مكافحة الحرائق والمطبخ.
في 2 نيسان، تم إعفاء كروزير من القيادة من قبل القائم بأعمال وزير البحرية توماس مودلي. في وقت إقالته، كان 114 من أصل 4865 من أفراد الطاقم قد ثبتت إصابتهم بفيروس كورونا. عندما نزل، هتف له البحارة ورددوا اسمه. تم نشر مقاطع الفيديو الخاصة بالمشهد على تويتر ثم تم تحصيلها من قبل وكالات الأنباء الكبرى. وبحسب ما ورد بدأ كروزير نفسه في إظهار أعراض فيروس كورونا قبل أن يتم تسريحه، وفقًا لاثنين من زملائه في الأكاديمية البحرية. وأعلن فيما بعد أنه أثبتت إصابته بالفيروس وكان في الحجر الصحي في جزيرة غوام. تم استبدال كروزير كقائد مؤقت للكابتن كارلوس أ. سارديللو.
في مؤتمر صحفي في البنتاغون في 3 نيسان، قال مودلي إن كروزير «رفع أجراس الإنذار دون داعٍ» وأظهر «حكمًا سيئًا للغاية». أساء مودلي وصف قائمة توزيع المذكرة، مدعيًا بشكل غير دقيق أن كروزير قد أعاد أرسالها إلى 20-30 شخصًا آخرين؛ ولكن في الحقيقة أرسل كروزير المذكرة إلى 10 ضباط.
في مقابلة في 4 نيسان مع المذيع الإذاعي هيو هيويت، انتقد مودلي قرار كروزيير بإرسال الرسالة إلى ما وصفه بـ «قائمة كبيرة من الأشخاص الآخرين»، مضيفًا «وهذا، بالنسبة لي، كان يمثل مجرد حكم سيئ للغاية، لأنه ما ان أنت تفعل ذلك في هذا العصر الرقمي، فأنت تعلم أنه لا توجد طريقة يمكنك من خلالها التحكم في المكان الذي ستذهب إليه هذه المعلومات».
وقال بيان مشترك من أربعة ديمقراطيين في لجنة القوات المسلحة بمجلس النواب، بما في ذلك رئيس اللجنة، النائب آدم سميث من واشنطن، إن كروزير "لم يتعامل مع الضغط الهائل بشكل مناسب" لكنه كان قلقا بشأن صحة وسلامة الطاقم "و" إعفاءه من قيادته هو رد فعل مبالغ فيه ". انتقد الرئيس دونالد ترامب رسالة كروزير في 4 نيسان، قائلاً" اعتقدت أنه من الرهيب، ما فعله، كتابة الرسالة. هذه ليست محاضرة عن الأدب. هذا قبطان سفينة ضخمة تعمل بالطاقة النووية ". انتقد نائب الرئيس السابق جو بايدن إقالة كروزير قائلاً:" أعتقد أنها قريبة من المجرم، الطريقة التي يتعاملون بها مع هذا الرجل... يجب أن يحصل على الثناء بدلاً من فصله ".
دافع كل من مودلي ووزير الدفاع مارك إسبر ورئيس العمليات البحرية الأدميرال مايكل جيلدي عن قرار إزالة كروزير، على الرغم من أن جيلدي والجنرال مارك أ. ميلي، رئيس هيئة الأركان المشتركة، قد نصحا مودلي ان لا يفعل ذلك حتى يتم الانتهاء من تحقيق البحرية في الأمر. قال مودلي إنه لم يكن هناك ضغط من البيت الأبيض عندما تم اتخاذ قرار بإزالة كروزير. في 6 نيسان، قام مودلي بزيارة السفينة شخصيًا وألقى خطابًا أمام الطاقم عن طريق النظام العام للسفينة. وفيها، أنتقد كروزير، قائلاً إنه «ساذج جدًا أو غبي جدًا بحيث لا يكون ضابطًا قياديًا» إذا لم يدرك أن الرسالة سيتم تسريبها إلى وسائل الإعلام. تم تسريب تسجيل صوتي ونسخة من خطاب مودلي إلى وسائل الإعلام في غضون ساعات. في وقت لاحق من ذلك اليوم، اعتذر مودلي عن التعليق. في اليوم التالي، استقال من منصبه.
أجرت البحرية تحقيقًا أوليًا داخليًا في قضية حاملة تيودور روزفلت، وأجراه الأدميرال روبرت بورك، نائب رئيس العمليات البحرية. تتمحور التحقيقات حول الظروف المحيطة بتسريح كروزير وما إذا كان قد حدث «انهيار في الاتصالات». لم يفحص التحقيق سبب قيام ثيودور روزفلت بإجراء الوقوف المقرر لمدة أربعة أيام في دا نانغ بفيتنام ابتداءً من 5 نيسان، على الرغم من حالات الإصابة بفيروس كورونا المبلغ عنها في البلاد في ذلك الوقت، وهو قرار دافع عنه مسؤولو البحرية.
ذهبت نتائج التحقيق الأولي للبحرية إلى جيلداي، وفي 15 نيسان ورد أن جيلداي كان يفكر في إعادة كروزير كقائد لثيودور روزفلت. وأكد غيلداي أنه لم يستبعد العودة. إعادة قائد مفصول إلى منصبه سيكون غير مسبوق في البحرية.
توفي أحد أفراد الطاقم، وهو ضابط صغير، من الفيروس في 14 نيسان.
بحلول 17 نيسان، تم اختبار 94% من طاقم تيودور روزفلت لكوفيد-19، مع اختبار 660 بحارًا إيجابيًا للفيروس، بمعدل إصابة أكبر من 14٪. من بين البحارة الذين ثبتت إصابتهم، كان حوالي 60% بدون أعراض، مما يشير إلى مستوى عال من «الانتقال الشبح» للفيروس.

## التشريفات والجوائز والأوسمة
|             |                                         |                       |
| Gold star   | Silver oak leaf cluster                 |                       |
|             |                                         | Gold star · Gold star |
| Gold star   |                                         |                       |
| Bronze star |                                         | Bronze star           |
|             | Bronze star · Bronze star · Bronze star |                       |
|             |                                         |                       |
|             |                                         |                       |

| شارة الطيار البحري                                   |                                                                    |                                                                      |
| وسام الاستحقاق مع نجمة ذهبية / 1                     | وسام الخدمة الجدارة الدفاعية مع مجموعة واحدة من أوراق البلوط الفضي | وسام جدارة الخدمة                                                    |
| وسام الجوية                                          | وسام إشادة الخدمة المشتركة                                         | ميدالية إشادة سلاح البحرية والبحرية مع نجمتين من نجوم الخدمة الذهبية |
| ميدالية فيلق البحرية والبحرية مع نجمة الخدمة الذهبية | إشادة الوحدة البحرية المتميزة                                      | شريط إي البحري وجائزتين من جوائز فعالية المعركة                      |
| وسام خدمة الدفاع الوطني مع نجمة خدمة واحدة           | وسام حملةالقوات المسلحة                                            | وسام حملة العراق مع نجمة واحد من نجوم الخدمة                         |
| ميدالية الحرب العالمية على الإرهاب                   | شريط نشر الخدمة البحرية مع 3 نجوم خدمة                             | شريط خدمة سلاح البحرية والبحرية في الخارج                            |
| ميدالية الناتو                                       | ميدالية الرصيف للبندقية البحرية مع جهاز "إي"                       | وسام الرماية للبندقية البحرية مع جهاز "إي"                           |
| شارة القيادة في البحر                                |                                                                    |                                                                      |

## روابط خارجية
- Navy biography